# カオクルッカピ
カオクルッカピ （タイ語: ข้าวคลุกกะปิ  、発音 [kʰâːw kʰlúk kāpìʔ] ; ）は、タイ料理の一種で、エビペーストを混ぜ込んだ炒飯である。豊かな風味に特徴がある。「カピ」はタイ語でエビペーストをさす語。この料理は普通、キュウリやシャロット、サワーグリーンマンゴー、タマネギあるいは紫タマネギの薄切りをはじめとして揚げエビ、唐辛子（揚げたものを含む）、薄い卵のオムレツまたはクレープ、甘くしたローストポーク、豚の腹部の部位（中国語でムーワンと呼称するもの）、クンチャンなどの中華風ソーセージ、サバなどいくつかのトッピングをつけて提供される。     
野菜が添えられることによるサラダ料理の風味、エビペーストによる塩味、果物による甘み、唐辛子による辛みを併せ持っていると形容される。  
タイ国外でも、フィリピンのバゴオンチャーハンなどカオクルッカピに類似した料理が見られる。

## 歴史
カオクルッカピの調理法は、ラーマ2世の治世下のモン族の料理を元にしたものである。   タイ中部（歴史的なモン族分布地域）で作り出されたもので、はタイでは普通昼食用の料理として提供される。タイを訪問する外国人観光客の間ではこの料理はその存在すら広く知られているとは言い難い。  